# انوشیروان احتشامی
انوشیروان احتشامی استاد و مدیر مشترک شورای تحقیقات اقتصادی و اجتماعی مرکز مطالعات پیشرفته جهان عرب در دانشگاه دورام است. او عضو مجمع جهانی اقتصاد و نایب رئیس و رئیس شورای انجمن مطالعات خاورمیانه بریتانیا (BRISMES) در سال ۲۰۰۰ تا ۲۰۰۳ بود. وی افزون چاپ ۲۱ کتاب و خودنوشته، بیش از ۹۰ مقاله و مجلد ویرایش نیز به نام خود دارد.